# Grand Theft Auto (gra komputerowa)
Grand Theft Auto – pierwsza część serii Grand Theft Auto, wyprodukowana przez firmę DMA Design w 1997 roku. Pierwotnie została wydana na komputery osobiste, później została wydana wersja dla PlayStation. Tarantula Studios wykonała konwersję na Game Boy Color, która została wydana 22 grudnia 1999 roku. Pojawiła się także na PlayStation Classic.

## Rozgrywka
Gracz może przechadzać się po mieście, jeździć po nim samochodem lub motocyklem albo wykonywać misje od swych zleceniodawców. Można grać także przez Internet lub w sieci lokalnej (LAN).
Gra rozpoczyna się w Liberty City. Tam gracz przechodzi pierwsze misje w grze, walcząc o przetrwanie. Po przejściu treningu i zdobyciu odpowiedniej ilości pieniędzy dalsza rozgrywka odbywa się w San Andreas, a następnie w Vice City. Wszystkie miasta mają odmienną zabudowę, w każdym mieście inaczej wyglądają też pojazdy, jakimi gracz może się poruszać.
Gracz może korzystać z następujących rodzajów broni: pięść, pistolet, karabin maszynowy, bazooka, miotacz ognia.
W grze występują 3 duże, rozbudowane miasta, ukończenie każdego z nich zostało podzielone na dwa etapy. Gra rozpoczyna się w Liberty City, następnie nasi pracodawcy wysyłają nas do San Andreas, gra kończy się natomiast w Vice City. W praktyce przejście do kolejnego z 6 etapów polega na osiągnięciu wymaganej ilości pieniędzy, co wymaga kilku godzin „pracy”, ponieważ opcja nagrywania stanu gry (save) nie występuje w tej części GTA, jedynie odblokowane zostają po przejściu kolejne miasta i ich etapy.

### Liberty City
W Liberty City rozpoczyna się akcja GTA. W Liberty City można znaleźć tylko pistolet i karabin maszynowy, miotacz ognia i bazooka są niedostępne.
Liberty City jest wzorowane na Nowym Jorku. Znaleźć tu można przede wszystkim wyspę Manhattan wraz z Central Parkiem (tamże też przy stacji metra rozpoczynamy naszą przygodę) oraz kilka znanych dzielnic nowojorskich – Kings, Bronx, Queens.
Akcja gry GTA III, GTA Advance, GTA: LCS i GTA IV rozgrywa się w tym mieście. Oprócz tego w GTA III występują niektóre postacie z tego miasta – spotkać można m.in. mafię Forellich oraz El Burro.

### San Andreas
W porównaniu z Liberty City San Andreas posiada większą liczbę samochodów, oraz większą liczbę broni (są tutaj wszystkie rodzaje broni z Liberty City oraz miotacz ognia i wyrzutnia rakiet).
San Andreas wzorowane jest na fikcyjnym, „futurystycznym” megalopolis złożonym z dzisiejszych metropolii stanu Kalifornia. Znajdziemy tutaj zarówno most Golden Gate, chińską dzielnicę Chinatown, rozbudowaną dzielnicę portową czy też rozległą dzielnicę willową Richman na wzgórzu, wzorowaną na Beverly Hills. Tak więc miasto to wzorowane jest głównie na mieście San Francisco, lecz zdarzają się także elementy Los Angeles.
Tę samą nazwę nosi uskok San Andreas oraz fikcyjny stan USA występujący w grze Grand Theft Auto: San Andreas.
Jedną z części miasta San Andreas rządzi El Burro, dla którego w Grand Theft Auto III gracz może wykonać kilka misji pobocznych. Oprócz tego w grze występuje kilka postaci, które są również w GTA III.
Kalifornia została ponownie przywrócona w grze Grand Theft Auto V – w której San Andreas występuje ponownie jako stan. Mapa jest większa od tych w pozostałych grach tej serii. Stan San Andreas składa się z Hrabstwa Blaine County i miasta Los Santos.

### Vice City
Jest to ostatni dystrykt występujący w grze. W porównaniu z San Andreas i Liberty City rozszerzono asortyment wozów – znajdziemy tu np. replikę Porsche Boxstera oraz Ferrari F40. Występują tutaj wszystkie rodzaje broni dostępne w całej grze. W Vice City jest dużo mostów i jezior. Misje są tutaj niezwykle trudne i bardzo rozbudowane.
Vice City wzorowane jest na mieście Miami na Florydzie. Tu również znajdziemy dzielnicę Vice Beach z rozległymi promenadami i dużą plażą.
W Vice City rozgrywa się akcja gier Grand Theft Auto: Vice City oraz Grand Theft Auto: Vice City Stories.

## Odbiór
Grand Theft Auto zostało uznane za bardzo drastyczną, brutalną i wulgarną grę. Wiele organizacji (m.in. Entertainment Software Rating Board) nadało jej ocenę 18+.

### Pozew sądowy
W grudniu 2003 roku Mark Gallagher, brytyjski deweloper, domagał się przed sądem w Edynburgu od producentów gry Grand Theft Auto odszkodowania w wysokości 1,5 mln funtów. Uznał bowiem, że Grand Theft Auto jest plagiatem gry Crime Inc stworzonej przez niego w latach 1991–1993. Gra miała zostać zaprezentowana podczas rozmowy o pracę, jaką Gallagher odbył w DMA Design. Nie został zatrudniony, ale studio DMA Design, które w międzyczasie przekształciło się w Rockstar North, w roku 1997 wydało grę Grand Theft Auto, gdzie według Gallaghera zarówno ogólna idea wykorzystania wojny gangów ulicznych jako głównego motywu gry, jak i struktura oraz styl rozgrywki zostały zaczerpnięte z jego produkcji.